# ヴィズオウアIF
ヴィズオウアIF（デンマーク語: Hvidovre Idrætsforening）は、デンマーク・ヴィズオウアを本拠地とするサッカークラブ。2023-24シーズンはデンマーク・スーペルリーガに所属している。

## 概要
1925年10月15日にヴィズオウアIFはアマチュアクラブとして設立され、1965年から20年間は当時のデンマーク1部リーグに所属しており、同期間中に3度国内王者に輝いている。しかし、1985年に2部へと降格して以降は、成績が低迷し、1990年代にはセミプロリーグにあたる4部リーグに所属していた時期もあった。
2022-23シーズン、ファーストディビジョンで2位に輝き、1996-97シーズン以来となるスーペルリーガ復帰を決めた。

## タイトル

### 国内タイトル
- デンマーク選手権 : 3回
  - 1966, 1973, 1981

- デンマーク・ファーストディビジョン : 1回
  - 1995-96

- デンマーク・セカンドディビジョン : 3回
  - 1963, 2012-13, 2017-18

- デンマーク・カップ : 1回
  - 1979-80

### 国際タイトル
- なし

## 過去の成績
| シーズン | リーグ戦               | リーグ戦 | リーグ戦 | リーグ戦 | リーグ戦 | リーグ戦 | リーグ戦 | リーグ戦 | リーグ戦 | デンマーク・カップ |
| シーズン | ディビジョン           | 試       | 勝       | 分       | 敗       | 得       | 失       | 点       | 順位     | デンマーク・カップ |
| -------- | ---------------------- | -------- | -------- | -------- | -------- | -------- | -------- | -------- | -------- | ------------------ |
| 2016-17  | セカンドディビジョン   | 22       | 5        | 7        | 10       | 23       | 34       | 22       | 10位     | 3回戦敗退          |
| 2017-18  | セカンドディビジョン   | 22       | 17       | 3        | 2        | 62       | 18       | 54       | 1位      | 3回戦敗退          |
| 2018-19  | ファーストディビジョン | 33       | 9        | 8        | 16       | 39       | 49       | 35       | 10位     | 1回戦敗退          |
| 2019-20  | ファーストディビジョン | 33       | 10       | 11       | 12       | 46       | 46       | 41       | 8位      | 3回戦敗退          |
| 2020-21  | ファーストディビジョン | 32       | 11       | 6        | 15       | 40       | 47       | 39       | 7位      | ベスト16           |
| 2021-22  | ファーストディビジョン | 32       | 17       | 6        | 9        | 49       | 31       | 57       | 3位      | 準々決勝敗退       |
| 2022-23  | ファーストディビジョン | 32       | 17       | 7        | 8        | 65       | 41       | 58       | 2位      | 1回戦敗退          |
| 2023-24  | スーペルリーガ         |          |          |          |          |          |          |          |          |                    |

## 歴代所属選手
- ミカエル・マニケ 1980-1983
- ピーター・シュマイケル 1984-1987
- ステファン・アンデルセン 2000-2002